# 1895年鐵路
此條目列出1895年發生有關鐵路運輸的事件。

## 事件

### 2月
- 2月1日：京都電氣鐵道通車，成為日本第一個電車系統[1]。

### 5月
- 5月6日：芝加哥大都會西側高架鐵路通車，來往運河下城及傑克遜街至達門及密爾沃基大道，成為美國第一條電氣化營運的地鐵[2][3]。5月25日延長至洛根廣場（英语：Logan Square, Chicago）。此線最終會成為芝加哥地鐵藍線的奧黑爾支線。

### 6月
- 6月17日：大都會西側高架鐵路加菲爾德公園支線通車，來往馬什菲爾德大道交匯及西西羅（第48）大道。1958年此線由現時芝加哥地鐵藍線高速沿艾森豪威爾高速公路（英语：Eisenhower Expressway）的國會支線。
- 6月28日：紐黑文及哈特福德鐵路（英语：New Haven and Hartford Railroad）成為美國第一條以電力推動的國鐵列車[4]。

### 7月
- 7月29日：芝加哥地鐵洪堡公園支線（英语：Humboldt Park branch (CTA)）通車[5]。

### 8月
- 8月28日：芝加哥大都會西側高架鐵路道格拉斯公園支線通車，之後成為芝加哥地鐵藍線，更後來成為芝加哥地鐵粉紅線。

### 10月
- 10月10日：南非第一條橫貫大陸鐵路通車，來往開普敦至德班[6]。
- 10月22日：巴黎蒙帕納斯車站發生脫軌事故（英语：Montparnasse derailment）。

### 11月
- 11月4日：日本鐵道開始土浦線營運。